# Riethausen
Riethausen ist ein Ortsteil des Fleckens Bruchhausen-Vilsen im Landkreis Diepholz in Niedersachsen.
Der Ort liegt südöstlich vom Kernbereich von Bruchhausen-Vilsen. In Riethausen gab es De Kaffeestuv, ein Bauerncafé. Nördlich vom Ort liegt das Naturschutzgebiet Burckhardtshöhe.